# Кирило Єрусалимський
Кирило Єрусалимський (317, Єрусалим — 387) — єрусалимський єпископ в 351–387 роках, християнський святий.
Народився 317 року в Єрусалимі. Був висвячений на священника єрусалимським єпископом св. Максимом, який призначив його наставником катехуменів, що приготовлялися до св. Хрещення. Кирило виголошував свої науки усно; 27 з них були записані і збереглися донині. 351 року Кирила висвятили на єрусалимського єпископа. Перший рік його єпископства був пам'ятний тим, що на небі над Єрусалимом з'явився знак Господнього хреста.
Кирило був ревним оборонцем правдивої віри від єресей, за що його за наказом імператора тричі проганяли з єпископського престолу. Він брав участь у Другому вселенському соборі в Царгороді 381 року.
Свята Церква зачислила св. Кирила до Учителів Церкви. Кирило закінчив своє праведне життя 387 року, проживши 70 літ, з яких 35 був архиєпископом, а 16 — карався на засланнях.
- Пам'ять — 31 березня

## Творча спадщина
Святий Кирило відомий передусім не своїми оригінальними богословськими ідеями, а як визначний для свого часу катехит. Його літератутна спадщина загалом зводиться до «Катехитичних бесід» та 24 проповідей для оглашенних, які були виголошені у Єрусалимському храмі Воскресіння для тих, хто готувався хреститися на Пасху. Проповіді поділяються на 3 частини:
- Протокатехизи — ввідний курс для тих, хто готується до хрещення. У них автор визначає мету повчань, пояснює оглашенним, як вони мають проводити час перед хрещенням і як приступати до таїнства.
- 18 огласительних слів — лише для тих оглашенних, які мають прийняти хрещення найближчого Великодня. У 5-му слові подається та пояснюється Символ віри Єрусалимської церкви. Особливу увагу автор зосереджує на початковому слові, тобто «Вірую»: віра  це не лише погодження людини на засвоєння запропонованій їй істині, але також і благодатна сила, що дарується Богом.
- 5 Містагогійних катехез (тих, що вводять в таїнство) — для новоохрещених (неофітів). Містять пояснення таїн хрещення, миропомазання та євхаристії. Дві останні катехизи мають особливе значення, тому що подають свідчення єпископа щодо порядку здійснення літургії та євхаристійного канону в IV столітті та віру у перетворення святих дарів.